# 桑茂森
桑茂森（1967年11月19日—）是臺灣籃球教練、前運動員，現擔任國立體育大學籃球隊與中華男籃總教練。

## 生平
桑茂森生於臺灣，籍貫察哈爾張垣市，曾至中國大陸尋根。桑茂森國高中時期是田徑隊成員，高中就讀過泰山高中與雅禮補校，最終畢業於光啟高中，高中畢業後選擇入伍服役，抽籤抽中海軍陸戰隊三年，服役期間被籃球教練張克佑徵調至飛駝男籃，退伍後被新瑞男籃網羅，並考上臺北體專，曾當選1993年東亞運動會與1998年亚洲运动会中華男籃國手，在中華職籃三年與中華職籃四年連續兩個賽季入選年度防守第一隊。2000年9月因中廣戰神未將桑茂森列入保留名單，桑茂森需投入中華職籃實力平衡選秀，在選秀會第三輪被中廣戰神選回。研究所就讀國立體育學院。
2018年3月25日，桑茂森執教的國立體育大學籃球隊奪得隊史首座大專籃球聯賽冠軍。2023年1月31日，中華民國籃球協會宣布由桑茂森出任2023年度中華男籃總教練。

## 外部連結
- 桑茂森在fiba.basketball（英语）
- 桑茂森在Eurobasket.com（球員）（英语）
- 桑茂森在Eurobasket.com（教練）（英语）
- 桑茂森在Eurobasket.com（教練）（英语）
- 桑茂森的LinkedIn页面